# ツマグロ
ツマグロ Carcharhinus melanopterus は、メジロザメ属に属するサメの一種。インド太平洋熱帯域のサンゴ礁で最も豊富なサメの一つで、主に浅瀬に生息する。名前に反してマグロとは無関係で、鰭の先端に黒い模様があり、そこから名前がつけられた。全長1.6m程度になる。
縄張りは狭く、あまり移動しない。活動的な捕食者で、主に小さな硬骨魚を捕食する。胎生で、産仔数は2-5。繁殖サイクルは半年、1年、2年と地域によってばらつく。妊娠期間は7-11ヶ月。幼体は大きな群れを作り、成体より浅い場所で生活する。
臆病だが、餌と間違えて浅瀬を歩く人を攻撃した例がある。食用とされるが重要種ではない。乱獲により個体数が減少しており、IUCNは保全状況を危急としている。

## 分類

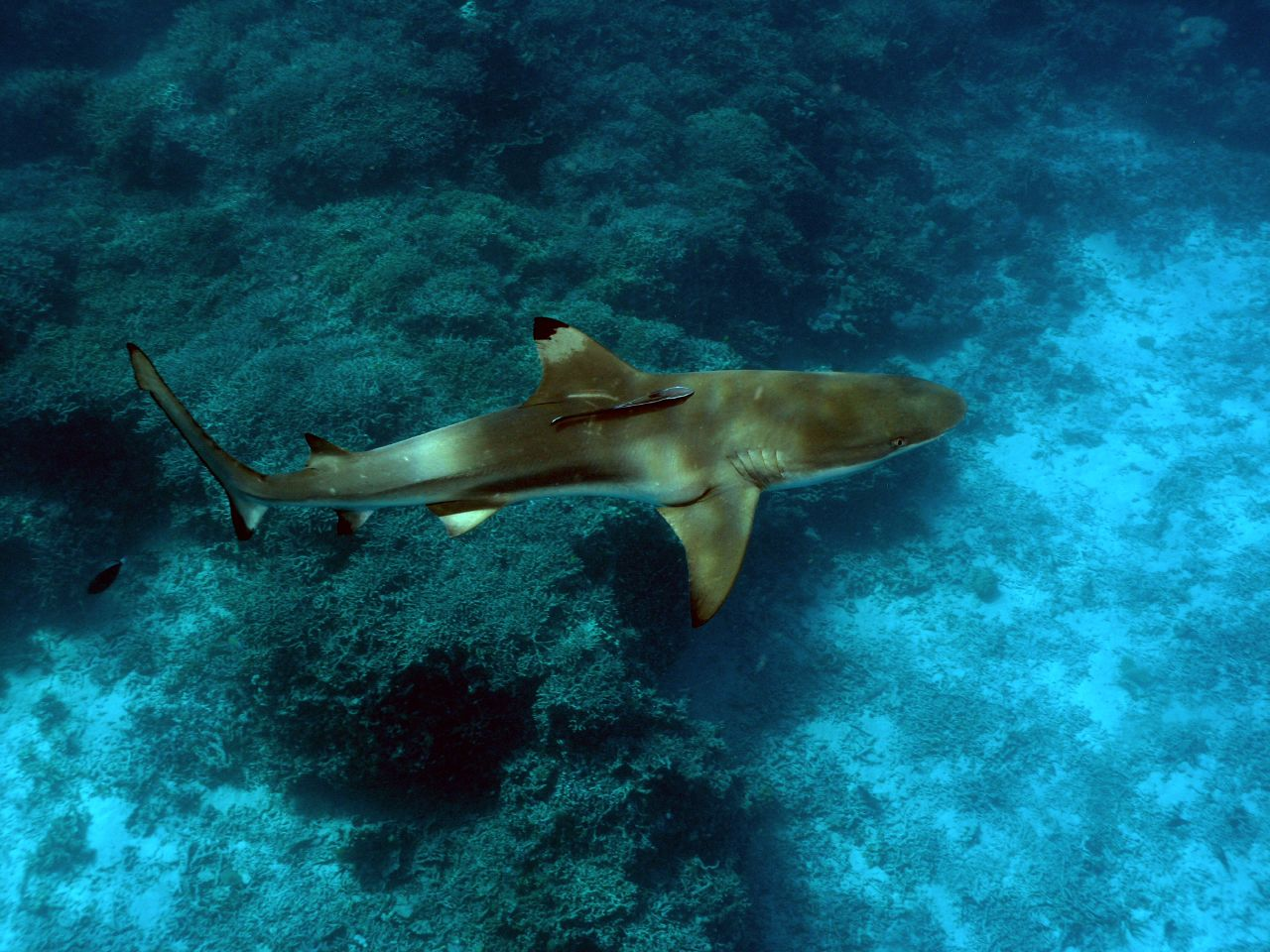
ソロモン諸島の個体

フランスの博物学者ジャン・ルネ・コンスタン・クアとジョセフ・ポール・ガイマールによって、1817–1820年のコルベット、ウラニー号の探検航海で記載された。1824年、この報告はルイ・ド・フレシネによる13巻の航海報告 Voyage autour du monde...sur les corvettes de S.M. l'Uranie et la Physicienne の一部として発表された。タイプ標本は59cmの雄の幼体で、ワイゲオ島で採集されたものである。この時に付けられた学名は Carcharias melanopterus で、種小名はギリシャ語のmelas（黒）・pteron（鰭）に由来し、鰭の明瞭な黒い模様に因んだものである。
その後、本種はCarcharhinus 属に移された。1965年には、動物命名法国際審議会によってこの属のタイプ種として指定されている。古い資料は本種の学名をC. spallanzani としていることがあるが、これは現在は ホウライザメ (C. sorrah) のシノニムとされている。他の英名としてblackfin reef shark・black-finned shark・blacktip shark・reef blacktip shark・gulimanなどがある。

## 系統
1982年には形態に基いて、Carcharhinus cautus と最も近縁であるとされた。1988年のレオナルド・コンパーニョによる解析では、C. cautus を含む4種との類似性が示唆されたが、詳細な系統は分からなかった。1998年のアロザイム解析では、メジロザメ属の他の10種と多分岐した系統を構成していることが示されたが、2012年の包括的な解析では、初期の形態解析と一致してC. cautus と近縁という結果が得られた。

## 分布

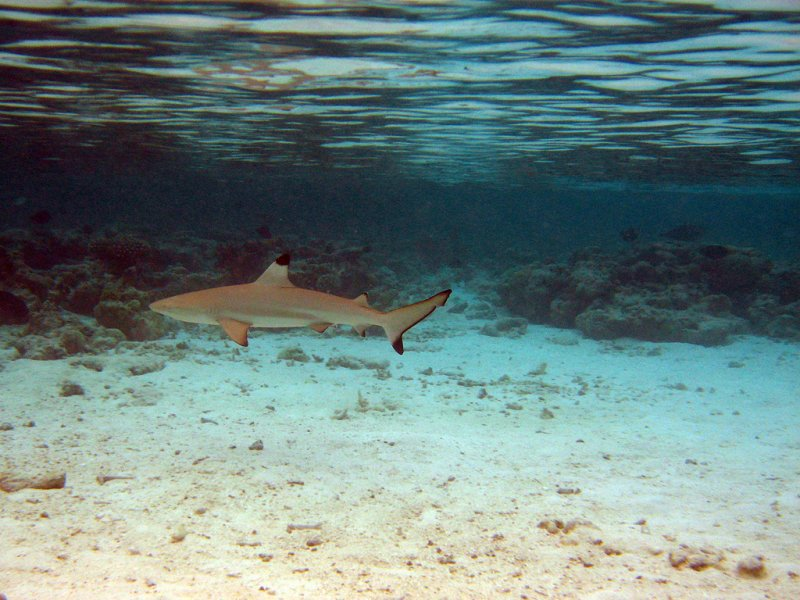
沿岸の浅瀬を好む。

インド太平洋熱帯・亜熱帯域全域の沿岸で見られる。インド洋西部では南アフリカから紅海、マダガスカル・モーリシャス・セイシェル。東部ではインドから東南アジア、スリランカ・アンダマン諸島・モルディブ。太平洋では、中国南部・フィリピンからインドネシア・オーストラリア北部・ニューカレドニアに加え、マーシャル諸島・ギルバート諸島・ソシエテ諸島・ハワイ諸島・トゥアモトゥ諸島のような多数の海洋島にも分布する。いくつかの資料とは矛盾するが、日本からの確実な記録はなく、日本産とされる標本は実際には台湾産のようであると考えられてきたが、2017年に八重山諸島の西表島から得られた標本をもとに初めて日本での生息が確認された。2019年に黒島研究所も同諸島に属する黒島で夏に幼魚が多く捕獲されていることを確認し標識調査を行っていることを発表した。スエズ運河を介したレセップス移動によって東部地中海にも侵入している。
最深で75mから得られているが、一般的には数mの深さで見られ、背鰭を水面から出して泳ぐこともよくある。幼体は浅い砂地を好む。成体はサンゴ礁の岩棚で最もよく見られ、ドロップオフの近くにも生息する。マダガスカルでは河口の汽水域や湖、マレーシアでは淡水域からも報告があるが、低塩分濃度への耐性はオオメジロザメほどではない。インド洋のアルダブラ環礁では、干潮時には礁原の水路に群れを作り、潮が満ちるとマングローブ域に移動する。分布域の北限・南限では、回遊を行う曖昧な証拠がある。

## 形態

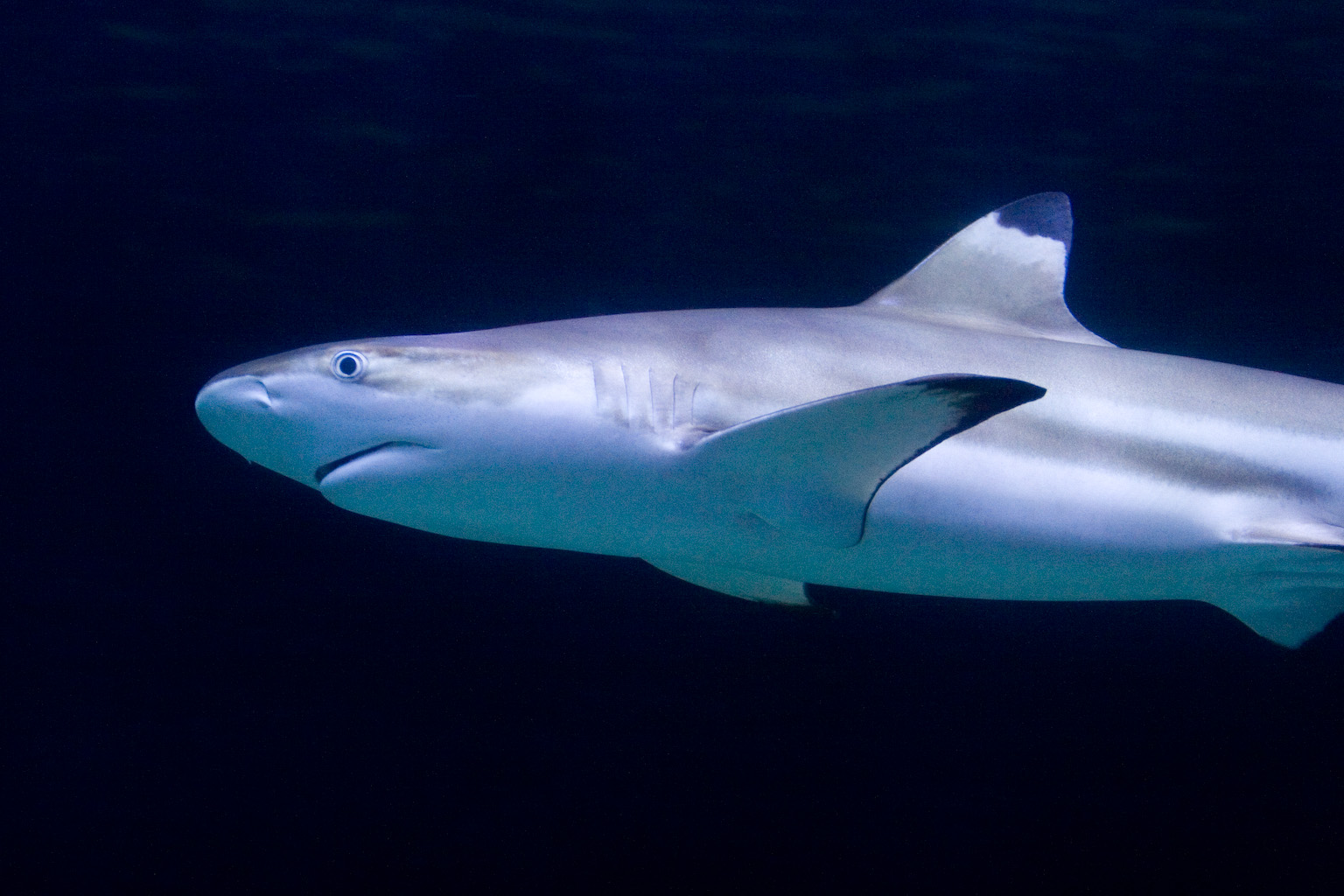
第一背鰭の先端に黒い模様を持ち、白く縁取られることが特徴である。

体は頑丈な流線型で、典型的なサメの形である。吻は短くて丸く、幅広い。眼はある程度大きく楕円形。鼻孔には、後端が乳頭状の突起となった前鼻弁を持つ。片側の歯列は、上顎で11-13（通常12）、下顎で10-12（通常11）。小さな正中歯列を持つ。上顎歯は直立か少し傾き、細い三角形で、基底部で粗くなる鋸歯を持つ。下顎歯も同様だが、鋸歯はより細かい。成体雄の歯は雌よりも急激に湾曲する。
胸鰭は大きくて細く鎌型で、先端は細く尖る。第一背鰭は胸鰭の後端から起始し、かなり大きくて高く、後縁はS字状に湾曲する。第二背鰭は比較的大きく、後縁は短く、臀鰭と対在する。背鰭の間に隆起線はない。背面は淡い灰褐色で、腹面は白。臀鰭の上から体側を前方に、明瞭な白い帯が伸びる。全ての鰭の先端に黒い模様があり、白で縁取られる。第一背鰭と尾鰭下葉の模様は特に顕著である。多くの個体は1.6mを超えないが、稀に1.8m、おそらく2.0mに達する可能性もある。最大で13.6kgの記録がある。

## 生態

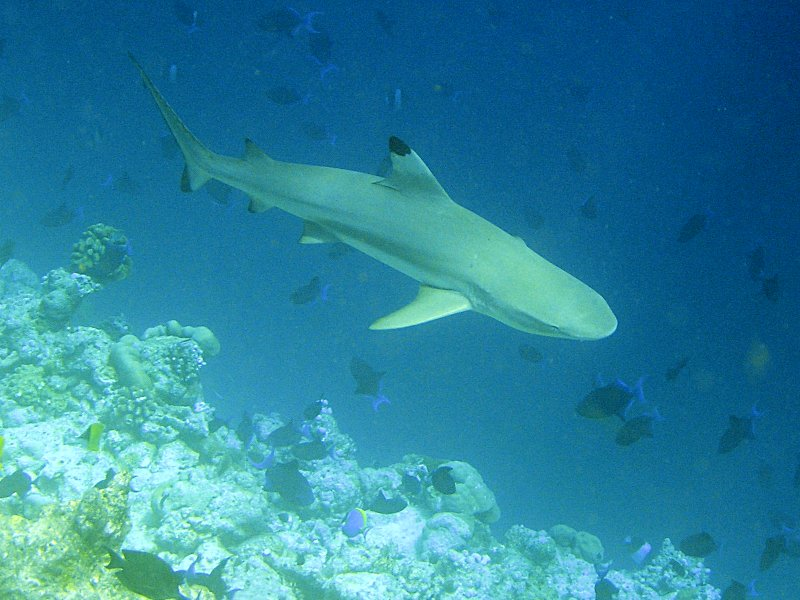
サンゴ礁の岩棚を巡回する。

オグロメジロザメ・ネムリブカと並んで、インド太平洋のサンゴ礁で最多のサメの一つで、本種はこの2種より浅い場所に生息する。活動的で高速で泳ぐ、単独か小さな群れで見られるが、大きな"社会的"な群れも観察されている。ほとんどの分布域では、出産直前の雌を除いて、幼体・成体ともに性別で分かれることはない。
パルミラ環礁での追跡調査では、行動域は0.55km2程度で、サメとしては非常に狭いことが示された。行動域は時間帯によらず一定である。この領域の中でも、特に3–17%の領域を狩場として用いる。通常はサンゴ礁の棚に沿って左右に遊泳しているが、稀に砂地に進出することもある。夜間に潮が満ちた時には、平均の遊泳速度は低下する。これは、水温低下による代謝の低下、または、獲物の動きが遅くなって容易に捕獲できるようになるためだと考えられる。アルダブラの個体はパルミラより活動的で、ある個体は7時間で2.5kmを移動している。
特に小型の個体は、大型のハタ・オグロメジロザメ・イタチザメ・同種の大型個体などに捕食される。パルミラ環礁では、礁湖の中央に退避して巡回するイタチザメを避ける成体が見られた。寄生虫として条虫の Anthobothrium lesteri・Nybelinia queenslandensis・Otobothrium alexanderi・Platybothrium jondoeorum、粘液胞子虫の Unicapsula 属、単生類の Dermophthirius melanopteriが知られている。感染症による数少ないサメの死亡例として、細菌 Aeromonas salmonicida subsp. salmonicida による出血性の敗血症が記録されている。

### 摂餌

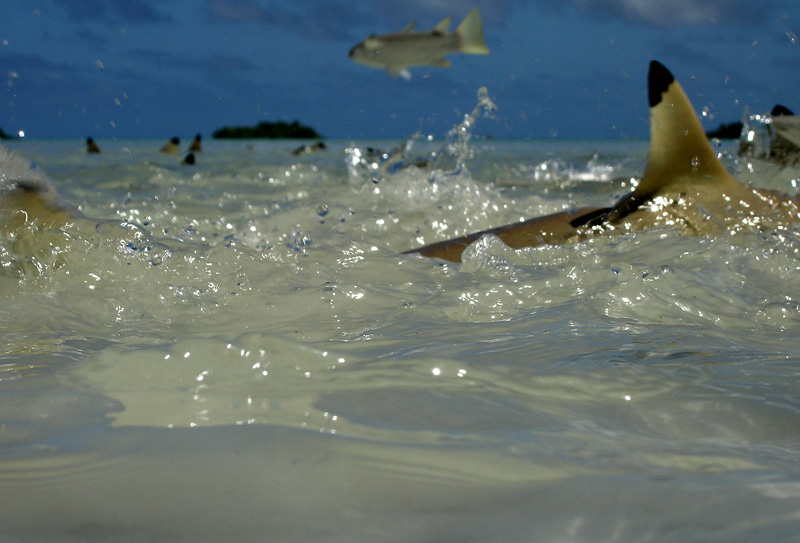
ボラなどの小魚を主に捕食する。

サンゴ礁生態系で最も個体数の豊富な頂点捕食者として、沿岸の生物群集構造において重要な役割を果たす。餌は主に小さな硬骨魚で、ボラ科・ハタ・シマイサキ科・アジ科・クロサギ科・ベラ・ニザダイ科・キスなどを含む。インド洋では、連携してボラの群れを浅瀬に追い込み、捕食しやすくすることが観察されている。イカ・タコ・コウイカ・エビ・シャコ、腐肉や小型の板鰓類も稀に捕食する。オーストラリア北部では、ヒメヤスリヘビ・ウミコブラ・ウミヘビ属・トゲウミヘビ属などの海棲のヘビ類を捕食することも知られる。パルミラ環礁では、巣から海中に落ちたとみられる海鳥の雛を捕食した記録がある。胃内容物からは、藻類・海草・サンゴ・ヒドロ虫・コケムシ・ネズミ・石などの雑多な物体も得られている。
エニウェトク環礁で働く研究者により、本種は魚の匂いと同じくらい、水中の金属片の反射や飛沫に惹きつけられることが発見された。本種は他のサメ同様に網膜に錐体細胞を持たず、色や形の詳細を判別する能力は限られる。だが、低光量下でも動きやコントラストには非常に敏感で、網膜下の輝板などによってもその能力は高められている。実験では1.5-3mの距離から小さい物体を見つけられることが示されたが、その形状を明確に識別することはできなかった。獲物の発見には電気受容器も用いられる。ロレンチーニ器官の感度は約4 nV/cmで、有効範囲は25cm程度である。オグロメジロザメ同様、同種個体の存在下ではより積極的な行動を取るようになり、狂乱索餌を起こすこともある。摂餌行動は昼より夜間の方が活発である。

### 生活史

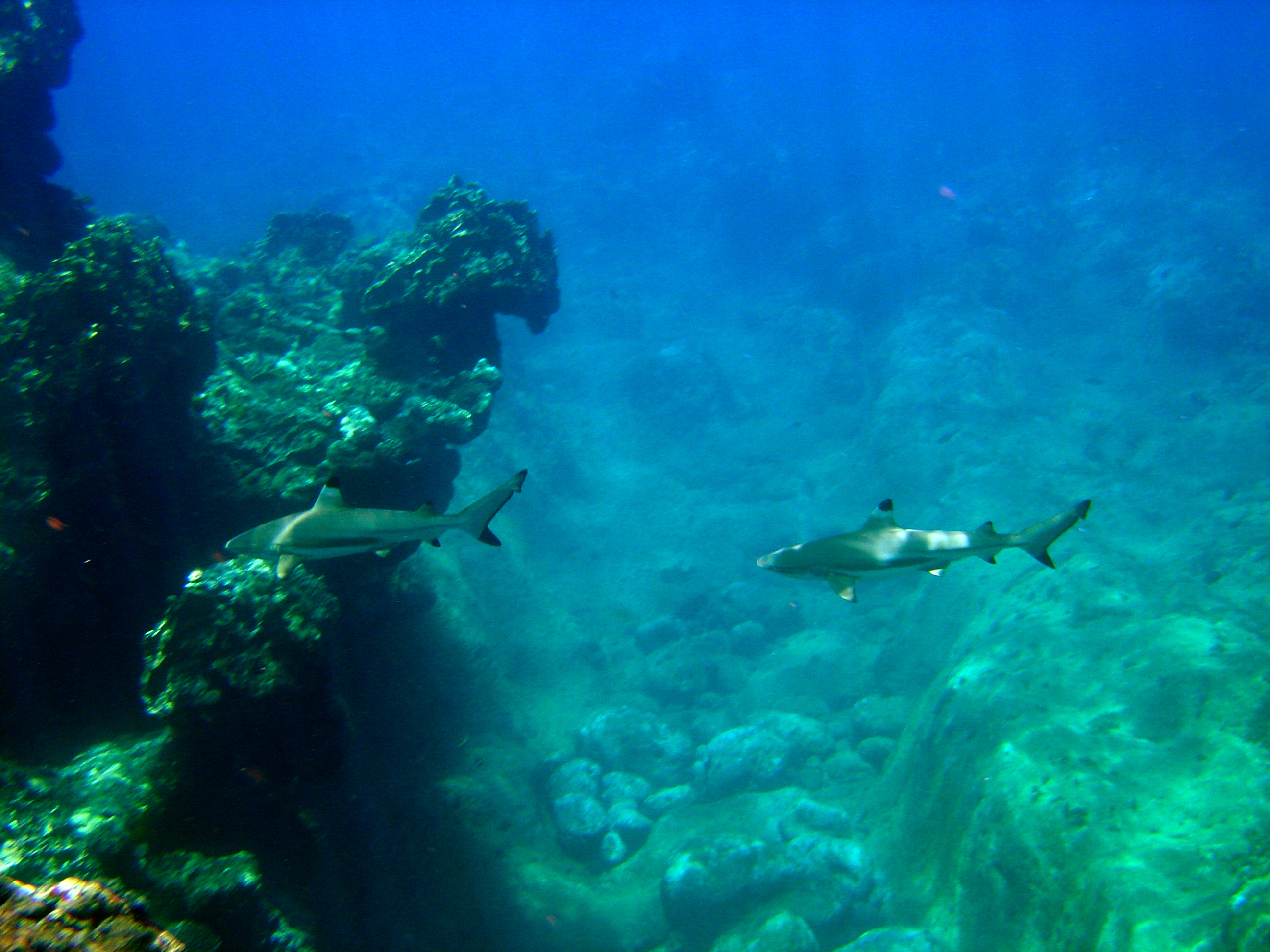
交尾前に互いを追いかけ回す。

他のメジロザメ類同様に胎生である。生活史の詳細は地域によって異なる。オーストラリア北部では毎年繁殖し、交尾は1-2月である。フランス領ポリネシアのモーレア島では、交尾は11-3月に起こる。アルダブラでは繁殖は1年おきとなるが、これは他種との間で食物を巡る激しい競争があるためである。インド洋 (Johnson, 1978) ・マダガスカル・紅海での古い研究では、これらの地域での繁殖サイクルは半年で、年に6-7月と12-1月の2回の繁殖期があることが示されている。この結論が正しいならば、これは高水温によって繁殖サイクルが短縮された結果だと考えられる。
交尾の準備ができた雌は、底近くで頭部を下に向けてS字状にゆっくり泳ぐ。野生下の観察では、この時に何らかの化学シグナルを放出して雄を惹きつけていることが示唆された。雌を見つけた雄は15cm程度の距離まで近付き、雌の生殖孔に吻を向けて追従する。この時に雄は雌の鰓から胸鰭付近に噛み付くことがあるが、この傷は4–6週間で完全に治癒する。次の段階では、雄は雌に横から覆い被さり、雌は頭部を下に、尾を上に向けた姿勢となる。雄はこの態勢の雌にクラスパーを挿入し、数分間の交尾を行う。モーレア島では、熟年の雌は毎年、1週間程度の誤差でほぼ同じ時期に交尾・出産するが、若い雌はこの時期がかなりばらつくことが示された。また、若い雌は交尾後の妊娠に失敗する率が高いようである。

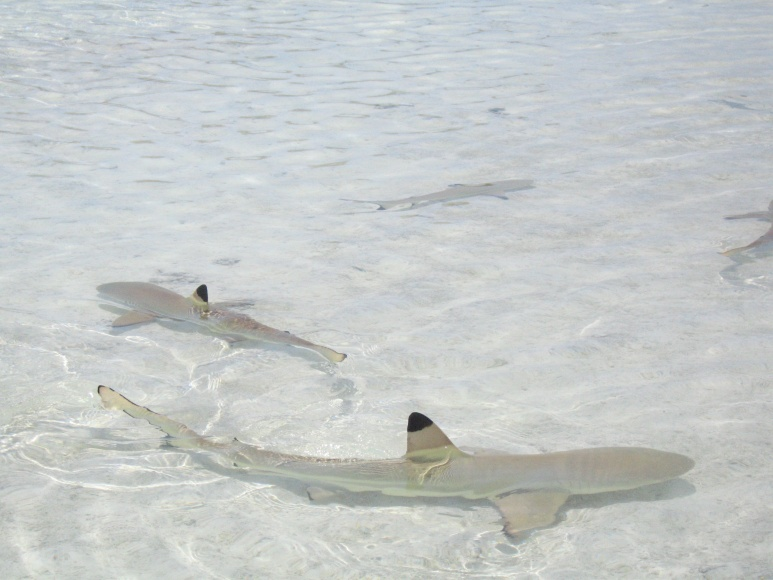
幼体は非常に浅い砂地で見られる。

妊娠期間は、インド洋と太平洋島嶼では10-11ヶ月、オーストラリア北部では7-9ヶ月と報告されている。Melouk (1957) のような過去の資料では、妊娠期間を16ヶ月程度と推定しているものもあるが、その妥当性は疑わしい。雌は右側の卵巣と左右の子宮が機能し、子宮内は胚が1個ずつ収まる区画に分かれている。排卵される卵殻はおよそ3.9×2.6cmで、体内での孵化後は卵黄を利用して成長する。2ヶ月後には胚は4cmまで成長し、発達した外鰓を持つ。4ヶ月後には鰭の黒い模様が出現し、卵黄嚢は子宮壁に癒合して胎盤の形成が始まる。5ヶ月後には胚は24cmになり、外鰓は消失、胎盤の形成が完了する。卵黄自体は7ヶ月まで残る場合もある。
出産は9-11月で、雌は礁内部の浅瀬を成育場として利用する。インド洋とオーストラリア北部では、出生時の大きさは40-50cmだが、太平洋島嶼では遊泳する33cmの仔魚が観察されている。産仔数は2–5（典型的には4）で、母体の大きさに影響されない。幼体は体が辛うじて浸かる砂地・マングローブで大きな群れを作る。潮が満ちると、水没した礁原や海藻林に移動する。出生直後の成長は早く、生後2年までは平均で23cm/年の成長が記録されている。これ以降の成長速度は落ち、5cm/年程度になる。オーストラリアでは雄95cm・雌97cm、アルダブラでは雄105cm・雌110cm、パルミラでは雄は97cmで性成熟する。

## 人との関わり

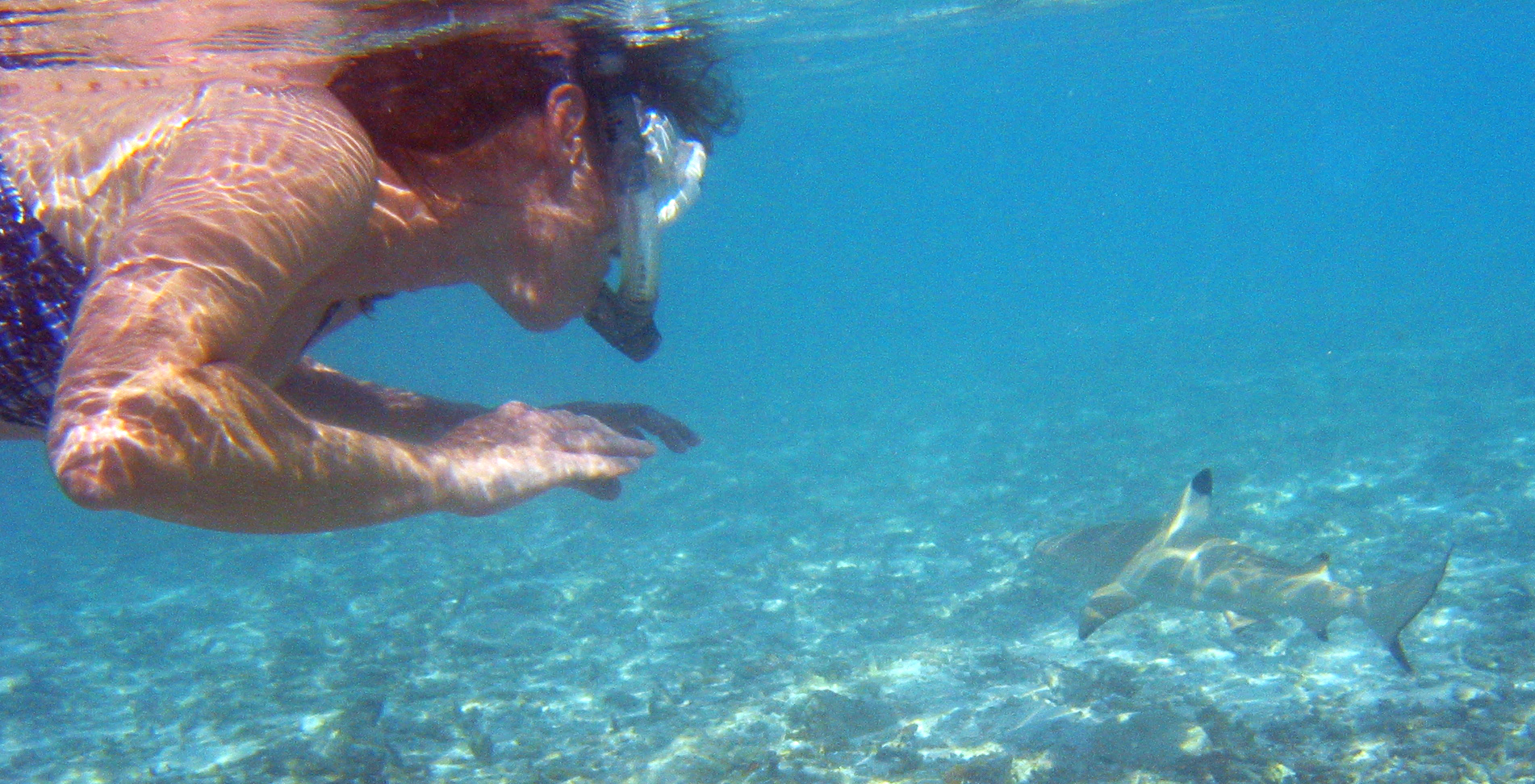
歩くより泳ぐほうが襲われにくい。

通常は臆病で人を避ける。だが浅瀬に生息するため人と接する機会が多く、潜在的に危険だと見なされる。2009年の国際サメ被害目録には、本種のものとされる攻撃が合計で21件記録されている。ほとんどの攻撃は獲物と間違えて、浅瀬の歩行者の脚を噛んだものであり、重症には至っていない。マーシャル諸島の先住民は本種の攻撃を避けるため、浅瀬でも全身を沈めて泳いで渡る。スピアフィッシングで捕獲した魚など、餌が存在するときは攻撃的になることが知られる。
タイ・インドなどでの沿岸漁業である程度捕獲されるが、商業的に重要ではない。肉は食用にされ、肝油・フカヒレも利用される。IUCNは保全状況を準絶滅危惧としている。分布域は広く個体数も多いが、多くの地域で乱獲による地域個体群の減少が記録されている。繁殖力が低いため、個体数の回復は遅い。典型的な"サメ"の姿をしておりあまり大きくないことから、水族館で好まれるほかエコツーリズムのダイバーにも人気がある。本種は他のメジロザメ類同様に、腸を反転突出させて洗浄することができるが、飼育下においてこの腸を他の個体に攻撃された時の傷が元で死亡することが記録されている。